# Baliospermum bilobatum
Baliospermum bilobatum är en törelväxtart som beskrevs av T.L.Chin. Baliospermum bilobatum ingår i släktet Baliospermum och familjen törelväxter. Inga underarter finns listade i Catalogue of Life.